# Parti socialiste révolutionnaire (France)
Pour les articles homonymes, voir Parti socialiste révolutionnaire.
Le Parti socialiste révolutionnaire (PSR) est un parti politique français (1898-1901) de tendance blanquiste. Il est l'un des partis ayant indirectement donné naissance au parti socialiste SFIO en 1905.

## Historique du PSR
Le Parti socialiste révolutionnaire (PSR) est le nouveau nom donné en 1898 au Comité révolutionnaire central (CRC), parti blanquiste créé en 1881, année de la mort d'Auguste Blanqui.
Quitté en 1889 par les blanquistes boulangistes (partis fonder le Comité central socialiste révolutionnaire), le CRC a été renforcé en 1896 par la scission d'élus et responsables régionaux exclus du Parti ouvrier socialiste révolutionnaire (allemaniste) regroupés en 1897 sous le label d'Alliance communiste révolutionnaire (ACR). L'ACR reste apparemment autonome au sein du PSR. Quoi qu'il en soit, renforcé de l'ACR, le PSR devient le second parti socialiste de France derrière le Parti ouvrier français (marxiste).
Le PSR est dirigé par Édouard Vaillant qui se veut le trait d'union entre les socialistes « modérés » (Jean Jaurès, Paul Brousse, Alexandre Millerand) et les « marxistes » (Jules Guesde, Paul Lafargue).
En 1901, le Parti socialiste révolutionnaire (PSR) va s'unir avec le Parti ouvrier français (POF) de Jules Guesde au sein de l'Unité socialiste révolutionnaire (USR), qui sera rebaptisée en 1902 Parti socialiste de France (PSdF). Ce dernier sera l'une des deux composantes de la SFIO créée en 1905.

## Personnalités du PSR
- Édouard Vaillant, député de la Seine
- Marcel Sembat, député de la Seine